# Vanneau à poitrine châtaine
Vanellus superciliosus
Espèce
Statut de conservation UICN

 LC  : Préoccupation mineure
Le Vanneau à poitrine châtaine (Vanellus superciliosus) est une espèce d'oiseaux appartenant au groupe des limicoles et à la famille des Charadriidae.

## Répartition
C'est oiseau vit dans une bande horizontale allant du Nigéria au nord de la RDC ; son aire d'hivernage s'étend jusqu'aux lacs Tchad et Victoria et le nord de la Zambie.